# فيليبوس فيريا
فيليبوس فيريا هو نادي كرة يد في اليونان تأسس في سنة 1962. يلعب في الدوري اليوناني لكرة اليد. تبلغ سعة ملعبه 1500 متفرجا.